# 후속 타자
후속 타자는 야구에서 한 타자의 다음 타자를 가리키는 단어이다.

## 설명
후속 타자에 대한 정의는 다음과 같다. 예를 들어 1번 타자라면 2번 타자가 바로 후속 타자가 되는 것이며 2번 타자는 3번 타자가 후속 타자가 되는 것이 후속 타자의 정의가 된다. 후속 타자는 먼저 등장한 타자가 안타나 볼넷 등의 사사구 등으로 출루하여 주자가 되면 그 주자를 불러들이거나 더 진루시키는 목적을 가진다. 그래서 후속 타자의 역할은 야구에서 중요하다고 볼 수 있으며 후속 타자가 먼저 나간 주자를 홈으로 불어들이거나 진루시키면 그만큼 그 이닝에선 득점할 확률도 높아지게 된다.

## 같이 보기
- 야구
- 타자